# Fangoria (Band)
Fangoria ist eine spanische Synth-Rock-Band mit zwei Mitgliedern: Alaska und Nacho Canut. Beide kommen aus der vorherigen Formation Alaska y Dinarama. Der Bandname leitet sich vom gleichnamigen US-amerikanischen Horrorfilmmagazin ab. Sängerin "Alaska" selbst war auch vorher mit verschiedenen anderen musikalischen Projekten unterwegs, die aber größtenteils unbekannt blieben.

## Geschichte
Während die Band in Spanien große Verkaufs- und Konzerterfolge feiert und auch in Lateinamerika zu den großen Pop-Acts gehört, sind sie in Deutschland weitestgehend unbekannt geblieben. Zu den spanischen Erfolgen der Gruppe Fangoria gehören u. a. En mi prisión, Electricistas, No sé qué me das, "Hombres", "El cementerio de mis sueños" und Criticar por criticar.
Mit dem Album Una temporada en el infierno (1998) beginnt eine Trilogie, die mit Naturaleza muerta (2001) ihre Fortsetzung und mit Arquitectura efímera (2004) ihren Abschluss fand. Am 23. Oktober 2006 erschien das Anschlussalbum "El extraño viaje".

## Diskografie

### Studioalben
| Jahr | Titel                                   | Höchstplatzierung, Gesamtwochen, AuszeichnungChartsChartplatzierungen (Jahr, Titel, Platzierungen, Wochen, Auszeichnungen, Anmerkungen) | Anmerkungen                                          |
| Jahr | Titel                                   | ES | Anmerkungen                                          |
| ---- | --------------------------------------- | --- | ---------------------------------------------------- |
| 1991 | Salto mortal                            | ES85 (1 Wo.)ES | Charteinstieg ES: 2016                               |
| 1999 | Una temporada en subterfuge             | ES92 (1 Wo.)ES | Charteinstieg ES: 2010                               |
| 2001 | Naturaleza muerta                       | ES— GoldES | Erstveröffentlichung: 22. Oktober 2001               |
| 2004 | Arquitectura efímera                    | ES3 Gold · (27 Wo.)ES | Erstveröffentlichung: 26. April 2006                 |
| 2006 | El extraño viaje                        | ES2 Gold · (13 Wo.)ES | Erstveröffentlichung: 23. Oktober 2006               |
| 2009 | Absolutamente                           | ES1 (14 Wo.)ES | Erstveröffentlichung: 24. Februar 2009               |
| 2013 | Cuatricromía                            | ES1 Gold · (67 Wo.)ES | Erstveröffentlichung: 26. Februar 2013               |
| 2016 | Canciones para robots románticos        | ES1 Gold · (77 Wo.)ES | Erstveröffentlichung: 12. Februar 2016               |
| 2021 | Existencialismo Pop                     | ES1 (5 Wo.)ES | Erstveröffentlichung: 4. Juni 2021                   |
| 2024 | ATP - ATL (A todo piano - A todo Láser) | ES6 (4 Wo.)ES | Erstveröffentlichung: 15. November 2024 Akustikalbum |

grau schraffiert: keine Chartdaten aus diesem Jahr verfügbar

### Gemeinschaftsalben
- 1998: Vital (mit Lemon^Fly)

### Livealben
| Jahr | Titel                                                           | Höchstplatzierung, Gesamtwochen, AuszeichnungChartsChartplatzierungen (Jahr, Titel, Platzierungen, Wochen, Auszeichnungen, Anmerkungen) | Anmerkungen                            |
| Jahr | Titel                                                           | ES | Anmerkungen                            |
| ---- | --------------------------------------------------------------- | --- | -------------------------------------- |
| 2011 | Operación vodevil – En vivo en directo desde el Benidorm Palace | ES32 (12 Wo.)ES | Erstveröffentlichung: 5. Dezember 2011 |
| 2017 | Pianíssimo                                                      | ES3 (8 Wo.)ES | Erstveröffentlichung: 3. November 2017 |

Weitere Livealben
- 2007: ¡Viven!

### Kompilationen
| Jahr | Titel                                                                                       | Höchstplatzierung, Gesamtwochen, AuszeichnungChartsChartplatzierungen (Jahr, Titel, Platzierungen, Wochen, Auszeichnungen, Anmerkungen) | Anmerkungen                            |
| Jahr | Titel                                                                                       | ES | Anmerkungen                            |
| ---- | ------------------------------------------------------------------------------------------- | --- | -------------------------------------- |
| 2010 | El paso trascendental del vodevil a la astracanada. Antología de canciones de ayer y de hoy | ES2 Gold · (43 Wo.)ES | Erstveröffentlichung: 22. Oktober 2010 |
| 2010 | Una temporada en subterfuge                                                                 | ES92 (1 Wo.)ES |                                        |
| 2019 | Extrapolaciones y dos preguntas 1989-2000                                                   | ES1 (34 Wo.)ES | Erstveröffentlichung: 15. Februar 2019 |
| 2019 | Extrapolaciones y dos respuestas 2001-2019                                                  | ES3 (21 Wo.)ES | Erstveröffentlichung: 8. November 2019 |

Weitere Kompilationen
- 1998: Interferencias
- 2003: Dilemas, amores y dramas
- 2003: Un día cualquiera en Vulcano
- 2006: Lo mejor de Fangoria

### Remixalben
| Jahr | Titel                     | Höchstplatzierung, Gesamtwochen, AuszeichnungChartsChartplatzierungen (Jahr, Titel, Platzierungen, Wochen, Auszeichnungen, Anmerkungen) | Anmerkungen                                               |
| Jahr | Titel                     | ES | Anmerkungen                                               |
| ---- | ------------------------- | --- | --------------------------------------------------------- |
| 2000 | El infierno son los demás | ES96 (1 Wo.)ES | Erstveröffentlichung: 21. Mai 2000 Charteinstieg ES: 2020 |

grau schraffiert: keine Chartdaten aus diesem Jahr verfügbar
Weitere Remixalben
- 2005: Naturaleza muerta remixes

### Mixtapes
- 1999: X-Tasiada

### EPs
| Jahr | Titel                                   | Höchstplatzierung, Gesamtwochen, AuszeichnungChartsChartplatzierungen (Jahr, Titel, Platzierungen, Wochen, Auszeichnungen, Anmerkungen) | Anmerkungen                             |
| Jahr | Titel                                   | ES | Anmerkungen                             |
| ---- | --------------------------------------- | --- | --------------------------------------- |
| 1992 | Un día cualquiera en Vulcano S.E.P. 1.0 | ES48 (1 Wo.)ES | Charteinstieg ES: 2016                  |
| 1993 | Un día cualquiera en Vulcano S.E.P. 2.0 | ES41 (1 Wo.)ES | Charteinstieg ES: 2016                  |
| 1995 | Un día cualquiera en Vulcano S.E.P. 3.0 | ES43 (1 Wo.)ES | Charteinstieg ES: 2016                  |
| 2022 | Edificaciones paganas                   | ES1 (5 Wo.)ES | Erstveröffentlichung: 3. März 2022      |
| 2022 | Ex Profeso                              | ES8 (7 Wo.)ES | Erstveröffentlichung: 18. November 2022 |

grau schraffiert: keine Chartdaten aus diesem Jahr verfügbar
Weitere EPs
- 1996: A la felicidad por la electrónica
- 1997: Sonidos para una exposición (mit Actibeat)
- 1999: Shangay (mit Astrud)
- 2008: Entre Punta Cana y Montecarlo

### Singles
| Jahr | Titel Album                                                                         | Höchstplatzierung, Gesamtwochen, AuszeichnungChartsChartplatzierungen (Jahr, Titel, Album, Platzierungen, Wochen, Auszeichnungen, Anmerkungen) | Anmerkungen                   |
| Jahr | Titel Album                                                                         | ES | Anmerkungen                   |
| --- | ----------------------------------------------------------------------------------- | --- | ----------------------------- |
| 2001 | No sé qué me das Naturaleza muerta                                                  | ES2 (7 Wo.)ES |                               |
| 2002 | Eternamente inocente Naturaleza muerta                                              | ES5 (4 Wo.)ES |                               |
| 2002 | Hombres Naturaleza muerta                                                           | ES4 (4 Wo.)ES |                               |
| 2004 | Retorciendo palabras Arquitectura efímera                                           | ES1 (7 Wo.)ES |                               |
| 2004 | Miro la vida pasar Arquitectura efímera                                             | ES3 (13 Wo.)ES |                               |
| 2004 | La mano en el fuego Arquitectura efímera                                            | ES1 (13 Wo.)ES |                               |
| 2005 | Entre mil dudas Arquitectura efímera                                                | ES3 (8 Wo.)ES |                               |
| 2006 | Criticar por criticar El extraño viaje                                              | ES1 (17 Wo.)ES |                               |
| 2007 | Ni contigo ni sin tí El extraño viaje                                               | ES1 (10 Wo.)ES |                               |
| 2008 | El cementerio de mis sueños El extraño viaje                                        | ES1 (16 Wo.)ES |                               |
| 2009 | Más es más Absolutamente                                                            | ES24 (1 Wo.)ES |                               |
| 2009 | La pequeña edad de hielo Absolutamente                                              | ES43 (1 Wo.)ES |                               |
| 2010 | Ni tu ni nadie El paso trascendental del vodevil a la astracanada                   | ES43 (2 Wo.)ES |                               |
| 2013 | Dramas y comedias Cuatricromía                                                      | ES9 Platin · (13 Wo.)ES |                               |
| 2013 | La sombra de una traicion Cuatricromía                                              | ES26 (1 Wo.)ES |                               |
| 2013 | Desfachatez Cuatricromía                                                            | ES25 (1 Wo.)ES |                               |
| Folgende Lieder erschienen nicht als Single, wurden aber durch das Album zum Download und Streaming bereitgestellt und konnten somit eine Platzierung erlangen: |                                                                                     | |                               |
| |                                                                                     | |                               |
| 2010 | ¿Como pudiste hacerme esto a mi? El paso trascendental del vodevil a la astracanada | ES46 (1 Wo.)ES |                               |
| 2010 | ¿Por que a mi me cuesta tanto? El paso trascendental del vodevil a la astracanada   | ES48 (1 Wo.)ES | Charteinstieg in ES erst 2013 |

Weitere Singles
- 1990: En mi prisión
- 1991: Hagamos algo superficial y vulgar
- 1991: Punto y final
- 1992: Sálvame
- 1992: El dinero no es nuestro dios
- 1993: En la Disneylandia del amor
- 1995: Dios odia a los cobardes
- 1996: A la felicidad por la electrónica
- 1996: La lengua asesina
- 1997: Cruella de Vil
- 1999: Electricistas
- 1999: Me odio cuando miento
- 2003: Más que una bendición
- 2016: Geometría polisentimental
- 2016: Fiesta en el infierno
- 2017: Espectacular (ES: Gold)
- 2017: Disco Sally
- 2019: ¿De qué me culpas?
- 2019: ¿Quién te has creído que soy?
- 2019: Un boomerang
- 2020: De todo y de nada

### Gastbeiträge
| Jahr | Titel Album                   | Höchstplatzierung, Gesamtwochen, AuszeichnungChartsChartplatzierungen (Jahr, Titel, Album, Platzierungen, Wochen, Auszeichnungen, Anmerkungen) | Anmerkungen           |
| Jahr | Titel Album                   | ES | Anmerkungen           |
| --- | ----------------------------- | --- | --------------------- |
| Folgende Lieder erschienen nicht als Single, wurden aber durch das Album zum Download und Streaming bereitgestellt und konnten somit eine Platzierung erlangen: |                               | |                       |
| |                               | |                       |
| 2025 | La chica perfecta Cuarto azul | ES24 (3 Wo.)ES | Aitana feat. Fangoria |

### Boxsets
| Jahr | Titel                 | Höchstplatzierung, Gesamtwochen, AuszeichnungChartsChartplatzierungen (Jahr, Titel, Platzierungen, Wochen, Auszeichnungen, Anmerkungen) | Anmerkungen |
| Jahr | Titel                 | ES | Anmerkungen |
| ---- | --------------------- | --- | ----------- |
| 2009 | Completamente         | ES26 (1 Wo.)ES |             |
| 2014 | Original Album Series | ES89 (1 Wo.)ES |             |
| 2022 | Entre Paréntesis      | ES24 (1 Wo.)ES |             |